# ستيفن جون هيل
ستيفن جون هيل هو سياسي كندي، ولد في 10 يونيو 1809، وتوفي في 20 أكتوبر 1891.